# Invincible (Muse)
Invincible is de eenentwintigste single van de Britse rockband Muse. De single zal eerst worden uitgebracht op 2 april 2007, maar dit werd verplaatst naar 9 april 2007. Het nummer werd uitgebracht als de vierde single van het vierde studioalbum Black Holes and Revelations.

## Achtergrond
Invincible werd opgenomen in Studio Miraval te Frankrijk. Het is een van de twee nummers, samen met Take a Bow, die als enige van het album Black Holes and Revelations (2006) in Frankrijk zijn opgenomen.
Volgens MuseWiki heeft het nummer invloeden van Heroes (1977) van David Bowie. De B-kant van de single, Glorious, kwam eerder al voor op de Japanse editie van Black Holes and Revelations als bonustrack.
Het nummer behaalde een 21e positie in de twee week tijd dat het nummer genoteerd stond in de UK Singles Chart. In Frankrijk hield Invincible het drie weken vol, de hoogste positie was 89.

## Videoclip
De videoclip van het nummer is voor het eerst uitgezonden op 16 maart 2007 op de Britse televisiezender Channel 4. De video is geregisseerd door Jonnie Ross.
De video bevat de band op een bootje wat sterk doet denken aan een it's a small world-lijkende attractie zoals te vinden in Disneyland-attractieparken. Langzaam rijdt het bootje langs verschillende tijdperken waarin de wereldgeschiedenis wordt verteld. Dinosauriërs, oermensen, Vikingen, Egyptenaren komen bijvoorbeeld voor. Ook wordt er gerefereerd aan 11 september en de evolutietheorie. Op het einde van de video komen alle tijdperken samen met reusachtige robots en ufo's waar de mensen (mensheid) tegen terugvecht. Het bootje verlaat de attractie en de deuren sluiten zich.

## Nummers
Alle teksten zijn geschreven door Matthew Bellamy. 
| 1.                | Invincible | 5:00 |
| 2.                | Glorious   | 4:40 |
| Totale duur: 9:40 |            |      |

| 1.                | Invincible                                          | 5:03 |
| 2.                | Knights of Cydonia (remix door Simian Mobile Disco) | 4:53 |
| Totale duur: 9:56 |                                                     |      |

| 1.                 | Invincible                | 4:30 |
| 2.                 | Invincible (videoclip)    | 4:30 |
| 3.                 | Invincible (live, Milaan) | 4:30 |
| Totale duur: 14:27 |                           |      |

## In andere media
- Het nummer komt voor in aflevering 13 van het vierde seizoen van de Britse televisieserie Doctor Who Confidential.[6]